# Mosè salvato dalle acque (Orazio Gentileschi)
Mosè salvato dalle acque, anche noto come Il ritrovamento di Mosè, è un dipinto realizzato nei primi anni trenta del XVII secolo da Orazio Gentileschi. Ne esistono due versioni, la prima conservata alla National Gallery di Londra e la seconda al Museo del Prado di Madrid.

## Prima versione
Questa versione fu acquistata da parte di una collezione privata nel 1995, ma nel 2002 fu esposta nella National Gallery, grazie ad un prestito a lungo termine. Nel dicembre 2019, dopo quasi vent'anni, la galleria ha acquisito l'opera per la cifra di £22 milioni.
Commissionata da Carlo I d'Inghilterra per sua moglie Enrichetta Maria di Borbone-Francia in occasione della nascita del figlio ed erede Carlo II, fu pensata per essere collocata nella Queen's House, a Greenwich. Quando fu terminata, l'opera fu posizionata nel Salone Grande, di fronte alla tela del 1628 di Lot e le sue figlie, anch'essa opera di Gentileschi. In seguito alla decapitazione di Carlo I, il dipinto fu restituito in Francia all'ormai vedova Enrichetta Maria nel 1660. Mezzo secolo dopo, entrò a far parte della collezione Orleans, dove fu attribuito a Velázquez. Successivamente fu conservato dalla famiglia Howard all'interno della loro residenza: fu riconosciuto come opera del Gentileschi solo dopo la scoperta in Inghilterra della seconda versione spagnola.

## Seconda versione
La versione attualmente esposta a Madrid fu dipinta nel 1633. Si ritiene senza particolari dubbi che si tratti di una copia autografa della tela londinese.
Gentileschi la realizzò per Filippo IV di Spagna, al quale la inviò come regalo nell'estate del 1633. Fu consegnata personalmente al re a Madrid da parte di Francesco Gentileschi, figlio di Orazio. Nel mese di ottobre dello stesso anno Arthur Hopton, ambasciatore del Regno Unito in Spagna, scrisse di aver notato il Mosè appeso nel Salón Nuevo del Real Alcázar di Madrid.
Il re Filippo, grato per il dono ricevuto, autorizzò il pagamento di 900 ducati all'artista.
La versione madrilena è leggermente più piccola della prima, e mostra una nudità più sobria.